# Zaklęsłość Sosnowicka
Zaklęsłość Sosnowicka (845.14) – mezoregion fizycznogeograficzny we wschodniej Polsce, środkowa część Polesia Podlaskiego, położona pomiędzy dolinami Bugu (na wschodzie) a  Tyśmienicy (na zachodzie); równinami Kodeńską i Parczewską (na północy) a Garbem Włodawskim (na południu).
Region jest piaszczystą i podmokłą zaklęsłością (obniżeniem), osiągającą wysokość od 150 do 160 m n.p.m. W tym mało zróżnicowanym hipsometrycznie obszarze najstarszymi (zlodowacenie południowopolskie i środkowopolskie), najwyżej położonymi elementami rzeźby są polodowcowe równiny zbudowane z glin zwałowych i piaszczysto-żwirowe równiny sandrowe. Młodszy (zlodowacenie północnopolskie), niższy poziom akumulacyjny tworzą mułowe i piaszczyste równiny jeziorne, a najmłodszym (holoceńskim) i najniżej położonym są dna dolin rzecznych, które budują torfy.
Naturalnymi ciekami na terenie regionu są Zielawa (dopływ Krzny) oraz Piwonia (dopływ Tyśmienicy). Przez środkową część Zaklęsłości Sosnowickiej przebiega fragment Kanału Wieprz-Krzna. Na wschód od kanału znajduje się grupa niewielkich jezior i stawów, m.in. Jezioro Białe Sosnowickie o powierzchni 145 ha.
Na gliniastych osadach polodowcowych wykształciły się gleby płowe i brunatne, na osadach piaszczystych różnej genezy (wodnolodowcowej i jeziornej) gleby rdzawe i bielicowe, zaś na namułach i torfach dolin rzecznych gleby hydromorficzne.
Region pokrywają przeważnie łąki i lasy łęgowe, poprzecinane siecią kanałów melioracyjnych. Zaklęsłość Sosnowicka jest regionem słabo zaludnionym, charakteryzującym się brakiem miast. Nazwa regionu pochodzi od wsi Sosnowica, która jednak leży w obrębie Równiny Łęczyńsko-Włodawskiej. Główną miejscowością w Zaklęsłości Sosnowickiej jest Hanna.